# Filière 13
Pour plus de détails, voir Fiche technique et Distribution.
Filière 13 est un film québécois réalisé par Patrick Huard sorti en 2010 et mettant en vedette Claude Legault, Guillaume Lemay-Thivierge et Paul Doucet.

## Synopsis
Thomas, un policier de Montréal, est aux prises avec des violents maux de tête qui l'empêchent de bien accomplir son travail. Afin de l'empêcher de nuire, son patron, Benoît, dont la femme vient de quitter la maison, l'assigne à la surveillance d'une vieille dame, mère d'un criminel. Il a pour partenaire Jean-François, un relationniste de la police, qui vit une période de stress intense. Leur nouvelle affectation s'avère tellement monotone que les deux policiers décident d'enquêter sur Fecteau, un accusé du scandale des commandites qui n'a jamais été condamné, mais qui semble manigancer quelque chose. Cette nouvelle enquête illicite va grandement affecter leurs relations interpersonnelles.

## Fiche technique
Sources : IMDb et Films du Québec
- Titre original : Filière 13
- Réalisation : Patrick Huard
- Scénario : Claude Lalonde et Pierre Lamothe
- Musique : Beast (Béatrice Bonifassi, Jean-Philippe Gonçalves)
- Conception artistique : Gilles Aird
- Costumes : Marie-Chantale Vaillancourt
- Maquillage : Larysa Chernienko
- Coiffure : Chantal Bergeron
- Photographie : Bernard Couture (en)
- Son : Simon Poudrette, Christian Rivest, Stéphane Bergeron, Isabelle Lussier
- Montage : Jean-François Bergeron (en)
- Production : Pierre Gendron
- Société de production : Zoofilms
- Sociétés de distribution : Alliance Vivafilm, Les Zindépendants
- Budget : 5,1 millions $ CA
- Pays de production :  Canada
- Tournage : octobre 2009 à Montréal
- Langue originale : français
- Format : couleur — 2,35:1 — son Dolby numérique
- Genre : comédie policière
- Durée : 107 minutes
- Dates de sortie :
  - Canada : 2 août 2010 (première au cinéma Impérial à Montréal)[2]
  - Canada : 4 août 2010 (sortie en salle au Québec)
  - Canada : 23 novembre 2010 (DVD)
  - France : 25 novembre 2010 (Semaine du cinéma du Québec à Paris)
- Classification :
  - Québec : Visa général[3]

## Distribution
- Claude Legault : Thomas
- Guillaume Lemay-Thivierge : Jean-François Tremblay
- Paul Doucet : Benoît
- Jean-Pierre Bergeron : Fecteau
- Elisabeth Locas : Marie-Claude
- Marie Turgeon : Isabelle
- Anik Jean : Mylène
- Laurent Paquin : pharmacien
- André Sauvé : Dr Clermont, psychologue
- Sharlène Royer : médecin de Thomas
- Luc Senay : commis au bureau de poste
- Monique Spaziani : femme de Fecteau
- Jean Petitclerc : Paul, collègue policier de Thomas
- Annick Léger : journaliste
- Widemir Normil : chef de police Baptiste Eustache
- Daniel Boucher : « Canne de bine »
- Carmen Ferlan : Mme Régimbald, mère de « Canne de bine »
- Emmanuel Auger : homme de main
- Tony Conte : témoin italien
- Jean-Guy Bouchard : déménageur
- Jean-Marc Dalphond : rouquin oublié dans l'auto
- Martin Paquette : géant arrêté au poste de police

## Box-office
| Période      | Position      | Position | Recettes | Cumulatif |
| ------------ | ------------- | -------- | -------- | --------- |
| 1er week-end | en stagnation |          |          |           |